# Ты должен изменить свою жизнь

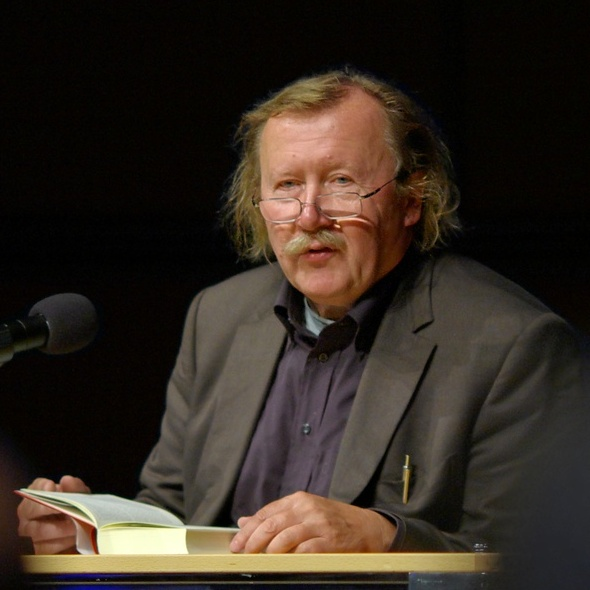
Петер Слотердайк представляет свою книгу «Du mußt dein Leben ändern» в Центре искусств и медиатехнологий в Карлсруэ

Ты должен изменить свою жизнь (подзаголовок: Об антропотехнике, нем. Du mußt dein Leben ändern: Über Anthropotechnik) — опубликованная в 2009 году книга немецкого философа Петера Слотердайка. Основная идея книги состоит в том, что человек в ходе постоянных упражнений и благодаря такому продолжающемуся всю жизнь режиму упражнения создает самого себя.

## Название
Исходным импульсом для его размышлений послужил сонет Райнера Марии Рильке Архаический торс Аполлона, в котором есть слова «Ты должен изменить свою жизнь».

## Краткое содержание
Слотердайк взял последнюю фразу сонета в качестве названия для своего текста о новом абсолютном императиве, призывающем «к революции во втором лице единственного числа». Ты должен изменить свою жизнь! — для Слотердайка это выжимка и квинтэссенция всех религиозных учений, руководств по упражнениям и тренировкам, которые указывают человеку на «вертикальные напряжения» и заставляют его вспомнить о возможностях роста, о возможности выйти за пределы самого себя и в конечном итоге тренироваться «вместе с богом». Вертикальное напряжение во имя более высокого достижения выражает присущую человеку волю к самооптимизации. Однако она присуща только тем людям, которые готовы позиционировать себя как первопроходцы или рекордсмены в своих дисциплинах. «Вертикальное напряжение» можно понимать как усилие и, следовательно, интенсивность, с которой люди пытаются следовать в восходящем, то есть вертикальном направлении. Это становится возможным благодаря высвобождающимся импульсам роста, которые способствуют собственным тенденциям развития. Только благодаря «вертикальным напряжениям» люди попадают под диктат притязания, призывающего их к самосовершенствованию, побуждающего к максимальным достижениям, приводящего их к упражнению. «Вертикальное напряжение» состоит в категорической конфронтации со всякого рода горизонтальным расслаблением, которое в форме тривиализации и комфортности присуще, например, культуре. Предполагаемому возрождению религии после постмодерна Слотердайк в своем анализе противопоставляет тезис, согласно которому религия всегда была частью «общей дисциплины», что на самом деле религии не существует, а что религией называются «системы духовных упражнений». Это утверждение, которое не следует воспринимать как критику по отношению к религии, является одним из основных месседжей книги. Слотердайк анализирует появление религиозных практик как потребность покинуть «Соединенные Штаты банальности» и как потребность отличаться от того, что уже есть в мире. Согласно Слотердайку, религии или религиозные системы — это «системы упражнений», которые отвечают за «вертикальное напряжение».
В своей книге «Ты должен изменить свою жизнь», опубликованной в издательстве Suhrkamp, Слотердайк развивает антропологическую модель человека упражняющегося. Под упражнением Слотердайк понимает «любую операцию, посредством которой квалификация ее исполнителя к следующему выполнению той же операции или сохраняется, или улучшается, вне зависимости от того, объявляется ли это упражнением или нет». Конструирование человека через иммунитет подразумевает, что человек стремится совершенствовать себя как биологически, так и социокультурно (в правовом, военном, политическом плане) и символически (религия, искусство). Эта книга является еще одним призывом к той самой постоянной работе человека над собой — с целью улучшения и своей личности, и мира вообще.
Книга состоит из описания и анализа разнообразных форм упражнения и техник самоинтенсификации в интеллектуальной истории в разных культурах, особое внимание уделяется практикам восточной медитации и аскетизма, что оправдано уже одним тем, что «упражнение» является переводом греческого ἄσκησις (áskēsis от древнегреческого глагола ἀσκεῖν (askeín — «упражняться, прилагать усилия»)). Слотердайк с присущей ему стилистической виртуозностью анализирует идеи антропотехники и иллюстрирует их на примере многочисленных авторов античности, средневековья, Возрождения, Нового времени и современности, на необозримом материале философии, истории религии, медицины, педагогики, анализируя психологические и идейные установки и их связи с духом времени от Аристотеля и ордена Бенедиктинцев до Троцкого и русского космизма.

## Конструирование иммунитета
В более широком контексте книгу Слотердайка можно рассматривать как руководство по «конструированию иммунитета». Всеобщая иммунология, в которой биологический механизм является лишь одним, «автоматизированным и независимым субстратом» наряду с политическими, военными, юридическими практиками, а также с символическим, то есть религиозным и психологическим, иммунитетом, призвана, согласно Слотердайку, стать результатом переосмысления традиционной метафизики. Эта идея проходит через всё философское творчество Слотердайка и автор книги «Ты должен изменить свою жизнь» напрямую ставит своей целью 

собрать материалы для биографии человека иммунологического homo immunologicus, причем я придерживаюсь гипотезы, что именно здесь обнаруживаются все те элементы, из которых состоят антропотехники. Под ними я понимаю ментальную и физическую технологию упражнений, с помощью которых люди различных культур пытались оптимизировать свой космический и социальный иммунный статус перед лицом неопределенных жизненных рисков и острой очевидности смерти (…) Человеку иммунологическому приходится придавать своей жизни со всеми ее опасностями и эксцессами символическое оформление, он борется с самим собой, следит за своей собственной формой.
С другой стороны, там, «где участвует человек, этот zoon politikón, индивидуальный иммунитет оборачивается совместным иммунитетом, и все исторические сообщества — от первобытных орд до империй — объясняются с системной точки зрения как структуры ко-иммунитетов.» В эпоху, когда противостояние мелко понятого «своего» и дурно трактуемого «чужого» подошло к концу и когда место романтического братства занимает логика кооперирования, цивилизация оказывается макроструктурой глобальной ко-иммунизации. Именно сейчас необходимо кодифицировать правила антропотехник, позволяющих адекватно существовать в контексте всех контекстов, а именно «в ежедневных упражнениях вырабатывать хорошие привычки совместного выживания».